# 普夫勞姆費爾德格拉本河
49°05′06″N 10°46′34″E / 49.08508°N 10.77623°E
普夫勞姆費爾德格拉本河是德國的河流，位於該國東南部，由巴伐利亞負責管轄，屬於阿爾特米爾河的右支流，河道全長4.7公里，流經魏森堡-貢岑豪森縣。